# Patrick Casey (Brentwood püspöke)
Patrick Joseph Casey (London, 1913. november 20. – 1999. január 26.) a római katolikus egyház angol elöljárója volt. 1969. és 1979. között brentwoodi püspökként szolgált.

## Élete
Casey 1913. november 20-án született Londonban, 1939. június 3-án szentelték pappá. 1965. december 23-án nevezték ki a Westminsteri főegyházmegye segédpüspökévé és Sufar címzetes püspökévé. Főszentelője Carmel Heenan westminsteri érsek és két társszentelője David Cashman arundeli és brightoni püspök és Derek Worlock liverpooli érsek volt. Három évvel később, 1969. december 2-án Caseyt kinevezték a Brentwoodi egyházmegye püspökévé.
1979. december 12-én lemondott, és felvette az emeritus brentwoodi püspök címet. 1999. január 26-án halt meg, 85 évesen.